# Chervettes
Chervettes era una comuna francesa situada en el departamento de Charente Marítimo, de la región de Nueva Aquitania, que el 1 de enero de 2018 pasó a ser una comuna delegada de la comuna nueva de La Devise al fusionarse con las comunas de Saint-Laurent-de-la-Barrière y Vandré.

## Demografía
| Gráfica de evolución demográfica de Chervettes entre 1800 y 2015 |
|                                                                  |

Los datos demográficos contemplados en este gráfico de la comuna de Chervettes se han cogido de 1800 a 1999 de la página francesa EHESS/Cassini, y los demás datos de la página del INSEE.